# Canceled
Canceled är en svensk skräckfilm från 2023. Filmen är regisserad av Oskar Mellander, med manus skrivet av Paolo Vacirca och Henry Stenberg. Enligt Joakim Lundell är filmen inspirerad av det egna programmet Spökjakt.
Filmen hade biopremiär i Sverige den 25 augusti 2023, utgiven av Nordisk Film.

## Handling
Filmen kretsar kring Alex som leder det paranormala teamet Gone Ghosting. Teamet har varit väldigt framgångsrika under många år och tjänat stora pengar på bland annat sina livesändningar och försäljning av merchandise. När kameramannen lämnar teamet och avslöjar att Alex fejkat många av händelserna blir hela gänget "canceled", och många sponsorer lämnar. I gruppen finns Lise som tillsammans med Alex startade teamet. Även mediet Catta som inte skyr några medel för att stå i fokus ingår liksom dokumentalisten Sandro och Polly som sörjer hennes tvillingbrors bortgång i en trafikolycka. Tillsammans bestämmer de sig för att genomföra den häftigaste sändningen någonsin.

## Rollista
- Fanny Klefelt – Lise
- Vincent Grahl – Alex
- Felicia Kartal – Catta
- William Wasberg – Sandro
- Emma Valev – Polly
- Klas Wiljergård – Fabian
- Annica Liljeblad – Elisabeth
- Joakim Lundell (cameo)

## Produktion
Filmen är producerad av Scandinavian Content Group tillsammans med Lumiverse AB och Nordisk Film. Inspelningarna av filmen pågick från slutet av mars 2023 till början av maj samma år.